# Final da Copa Libertadores da América de 2023
A Final da Copa Libertadores da América de 2023 foi a 64ª decisão do principal torneio continental de futebol da América do Sul, organizado anualmente pela Confederação Sul-Americana de Futebol (CONMEBOL). A partida foi disputada em 4 de novembro de 2023 entre o Boca Juniors, da Argentina, e o Fluminense, do Brasil, no Estádio do Maracanã, no Rio de Janeiro, e assistida por um público pagante de 69.233 pessoas (um dos maiores públicos já registrados em finais únicas da Copa Libertadores). Com o gol do título marcado na prorrogação, o Fluminense venceu o Boca Juniors e conquistou de forma inédita o título da Libertadores.
Com a conquista inédita, o Fluminense se classificou para a fase de grupos da Copa Libertadores de 2024, para a Recopa Sul-Americana de 2024 contra a LDU (campeã da Copa Sul-Americana de 2023) e para as Copas do Mundo de Clubes da FIFA de 2023 e de 2025. A partida também estabeleceu recordes: o Fluminense recebeu a maior premiação já entregue na história da competição (US$ 27,15 milhões), a renda da partida foi a maior da história de jogos entre clubes disputados no Brasil (R$ 31,7 milhões) e estima-se que, no Brasil, mais de 21 milhões de pessoas assistiram à partida pela televisão.

## Antecedentes do confronto
O primeiro confronto entre Fluminense e Boca Juniors foi válido pelas quartas de final da Copa do Atlântico e foi vencido pelo Boca Juniors. Após essa partida, os dois clubes só voltariam a se encontrar em jogos válidos pela Copa Libertadores da América, que ocorreram nas semifinais de 2008, fase de grupos e quartas de final de 2012.
Pela Libertadores de 2008, o Fluminense eliminou o Boca (campeão vigente da Copa Libertadores da América) pelo placar agregado de 5 a 3, classificando-se pela primeira vez para a final da competição.
Pela Libertadores de 2012, as equipes se encontraram no grupo 4 e avançaram para a fase mata-mata do torneio. O Fluminense foi o primeiro colocado desse grupo, com 15 pontos, e o Boca Juniors foi o segundo colocado, com 13 pontos. Pelo confronto nas quartas de final em 2012, o Boca eliminou o Fluminense após o gol da classificação ser marcado nos instantes finais da partida de volta.

## Caminhos até à final
| Pos. | Equipe            | Pts | J | V | E | D | GP | GC | SG |
| ---- | ----------------- | --- | - | - | - | - | -- | -- | -- |
| 1    | Boca Juniors      | 13  | 6 | 4 | 1 | 1 | 9  | 2  | +7 |
| 2    | Deportivo Pereira | 8   | 6 | 2 | 2 | 2 | 5  | 5  | 0  |
| 3    | Colo-Colo         | 6   | 6 | 1 | 3 | 2 | 3  | 5  | –2 |
| 4    | Monagas           | 5   | 6 | 1 | 2 | 3 | 3  | 8  | –5 |

| Pos. | Equipe           | Pts | J | V | E | D | GP | GC | SG |
| ---- | ---------------- | --- | - | - | - | - | -- | -- | -- |
| 1    | Fluminense       | 10  | 6 | 3 | 1 | 2 | 10 | 6  | +4 |
| 2    | River Plate      | 10  | 6 | 3 | 1 | 2 | 11 | 11 | 0  |
| 3    | Sporting Cristal | 8   | 6 | 2 | 2 | 2 | 8  | 10 | –2 |
| 4    | The Strongest    | 6   | 6 | 2 | 0 | 4 | 5  | 7  | –2 |

Legenda: (C) Casa; (F) Fora.

### Boca Juniors

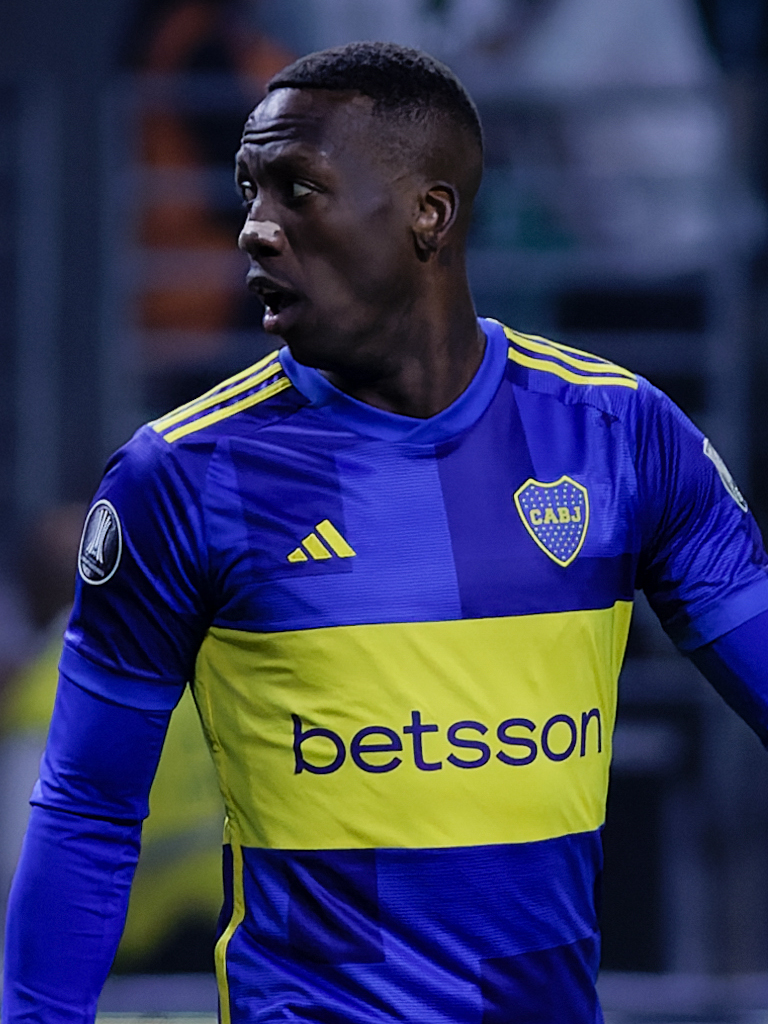
Advíncula, autor do gol do Boca Juniors na final.

Campeão argentino em 2022, o Boca Juniors se classificou de forma direta para a fase de grupos da Copa Libertadores. Os argentinos, comandados pelo treinador argentino Jorge Almirón, foram sorteados para estarem no Grupo F, junto de Deportivo Pereira, da Colômbia, Colo-Colo, do Chile, e Monagas, da Venezuela. A equipe Xeneize terminou a fase de grupos como líder desse grupo com 13 pontos, obtendo quatro vitórias, um empate e uma derrota. Além disso, a campanha do Boca Juniors nessa etapa da competição foi considerada a quarta melhor.
Para a fase eliminatória, o Boca Juniors anunciou a contratação do renomado atacante Edinson Cavani, segundo maior artilheiro da história da Seleção Uruguaia. O jogador foi apresentado com grande festa no estádio La Bombonera. Na fase eliminatória, o Boca Juniors conseguiu progredir até a final apesar de não ter vencido nenhuma das partidas no tempo regulamentar. Todos os confrontos foram vencidos em disputas de pênaltis. Nas oitavas de final, o Boca eliminou o Nacional, do Uruguai, em La Bombonera. Nas quartas de final, eliminou o rival local Racing, no El Cilindro. Pela semifinal, eliminou o Palmeiras, em pleno Allianz Parque.
Os grandes destaques individuais da campanha do Boca Juniors foram: o goleiro argentino Sergio Romero, que defendeu seis cobranças de pênalti no mata-mata, o lateral-direito peruano Luis Advíncula, que foi o artilheiro da equipe com três gols marcados, e o meio-campista argentino Valentín Barco, formado nas divisões de base do Boca Juniors e que, durante a competição, foi especulado como possível reforço de grandes clubes do futebol europeu. Para a grande final, porém, o Boca Juniors não pôde contar com o zagueiro e capitão Marcos Rojo, que foi expulso no jogo de volta da semifinal, contra o Palmeiras, e com o atacante argentino Exequiel Zeballos, que sofreu grave lesão no joelho direito durante a oitava rodada da 2ª fase da Copa da Liga Argentina.

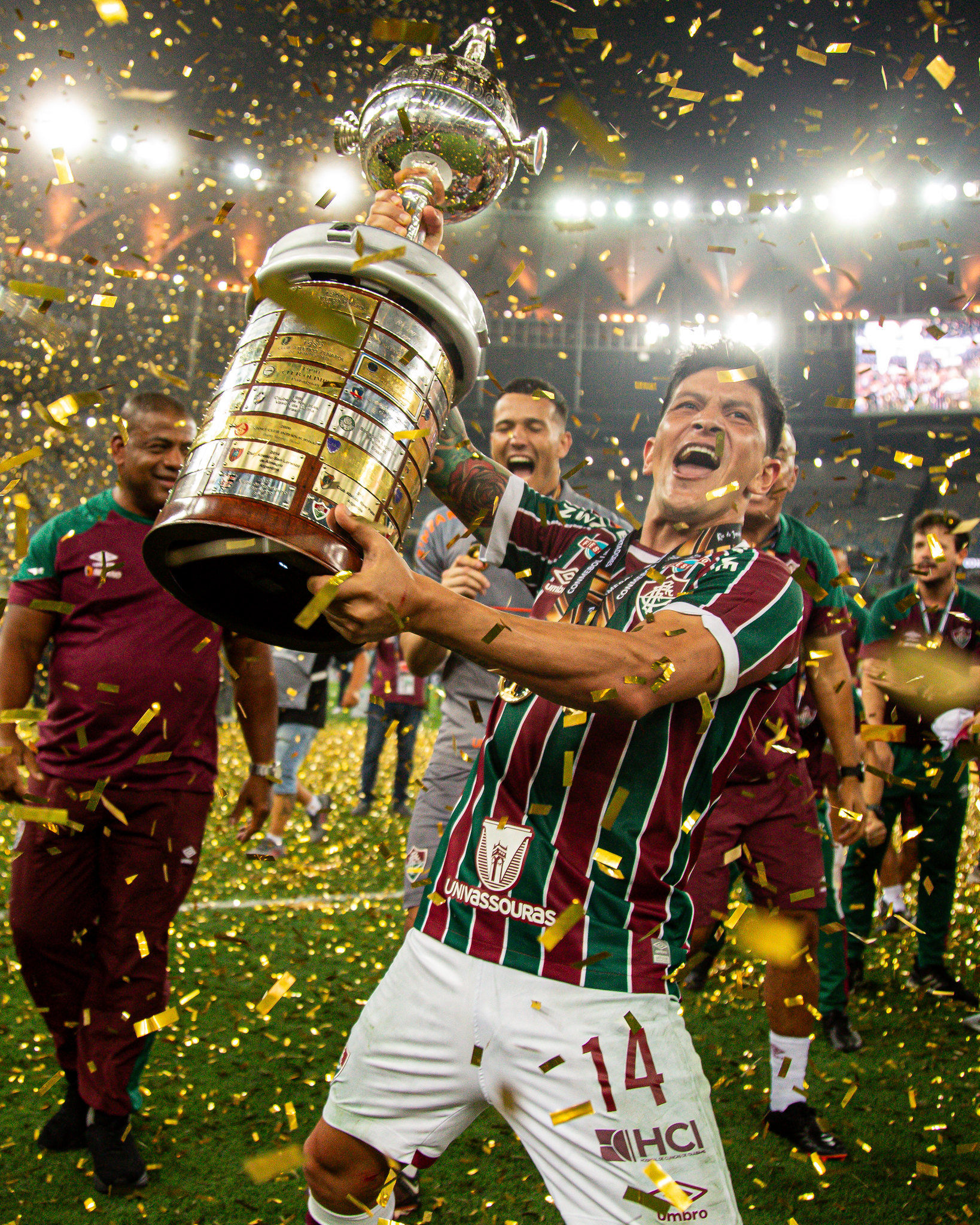
Germán Cano, autor do primeiro gol do Fluminense na decisão e eleito Rei da América em 2023.

### Fluminense
Sendo o terceiro colocado do Campeonato Brasileiro do ano anterior, o Fluminense se classificou diretamente para a fase de grupos da Copa Libertadores. O principal reforço do Fluminense para a competição foi o lateral-esquerdo Marcelo, anunciado em fevereiro de 2023. O camisa 12 foi apresentado com grande festa no Maracanã e declarou à torcida que buscaria o título inédito da Libertadores. Além de Marcelo, o Fluminense também contava com outros destaques no elenco, tais como: Fábio, Felipe Melo, Nino, André, Ganso, Jhon Arias, Germán Cano e John Kennedy.
O Fluminense, comandado pelo treinador Fernando Diniz, foi sorteado para estar no Grupo D, junto de River Plate, da Argentina, Sporting Cristal, do Peru, e The Strongest, da Bolívia. A equipe tricolor se classificou como líder desse grupo com 10 pontos, obtendo três vitórias, um empate e duas derrotas. A campanha na fase de grupos ficou marcada pela goleada histórica por 5 a 1 sobre o River Plate, no Maracanã, sendo essa a maior derrota já sofrida pelo River na história na competição.
Nas oitavas de final o tricolor encarou o Argentinos Juniors (adversário definido através do sorteio da CONMEBOL) e classificou-se para a fase seguinte após empatar em 1 a 1 no primeiro jogo, no Estádio Diego Armando Maradona, e vencer por 2 a 0 o jogo da volta, no Maracanã.
Nas quartas de final, o Flu enfrentou o tradicional Olimpia, do Paraguai. Contra os paraguaios, o Fluminense venceu tanto o jogo de ida como o jogo de volta. Na ida, o Flu venceu por 2 a 0 no Maracanã. Na volta, o tricolor venceu por 3 a 1 em pleno Defensores del Chaco e alcançou a classificação para as semifinais. Após a classificação contra o Olimpia, o Fluminense se consolidou como um dos quatro melhores times do continente ao lado do Boca Juniors, do Palmeiras e do Internacional.
Nas semifinais, o tricolor carioca enfrentou o Internacional em dois jogos históricos. Na partida de ida, no Maracanã, o Flu abriu o placar com o atacante argentino Germán Cano, levou a virada no segundo tempo e chegou ao empate no final do jogo com mais um gol de Cano. Na partida de volta, no Beira-Rio, o tricolor começou o confronto perdendo por 1 a 0 e encontrou muitas dificuldades para impor seu ritmo de jogo. Mas, aos 36 minutos do 2º tempo, o jovem John Kennedy igualou o placar e, seis minutos depois (aos 42 minutos do 2º tempo), o artilheiro Germán Cano marcou seu 12º gol nessa edição da Copa Libertadores e carimbou a classificação do Fluminense para a grande final, realizada em partida única no Maracanã, contra o Boca Juniors. Com essa campanha histórica, o Fluminense retornou à final do torneio continental após 15 anos, alcançando, dessa forma, sua segunda final de Copa Libertadores da América, sendo decidida novamente no Maracanã. A grande decisão entre Fluminense e Boca Juniors foi a 16ª final de Copa Libertadores da América entre um time brasileiro e um time argentino.

## Pré-jogo

### Sede e data

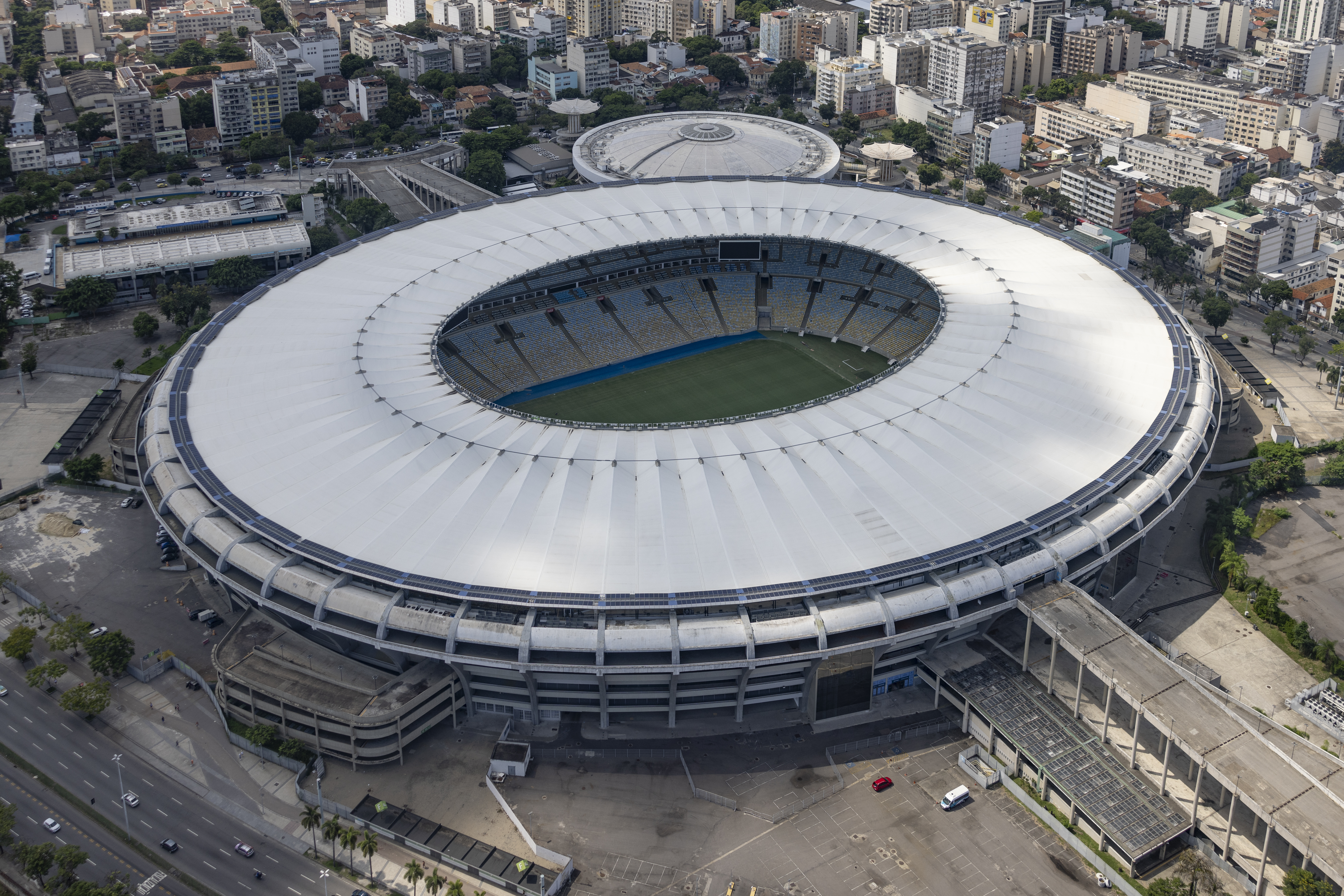
O Maracanã foi escolhido como sede da Final da Copa Libertadores da América de 2023.

Em 8 de março de 2023, a CONMEBOL anunciou o Estádio do Maracanã, no Rio de Janeiro, como palco da Final. A partida estava inicialmente marcada para ocorrer em 11 de novembro, mas em 24 de abril de 2023 a CONMEBOL anunciou que o jogo seria antecipado em uma semana, para o dia 4 de novembro de 2023.
Com a escolha do Maracanã, foi a quinta vez que o estádio recebeu um jogo de final da Libertadores. Antes, as finais de 1963, 1981, 2008 e de 2020 foram disputadas no estádio (embora apenas em 2008 e 2020 com o jogo decisivo).
| Edição | Campeão    | Placar | Vice campeão | Agregado        | Público | Observação                | Ref.   |
| ------ | ---------- | ------ | ------------ | --------------- | ------- | ------------------------- | ------ |
| 1963   | Santos     | 3 – 2  | Boca Juniors | 5 – 3           | 63 376  | Partida de ida            | [ 39 ] |
| 1981   | Flamengo   | 2 – 1  | Cobreloa     | 4 – 2           | 93 985  | Primeira de três partidas | [ 39 ] |
| 2008   | LDU        | 1 – 3  | Fluminense   | 5 – 5 (3 – 1 p) | 86 027  | Partida de volta          | [ 39 ] |
| 2020   | Palmeiras  | 1 – 0  | Santos       | 1 – 0           | 2 500   | Final única               | [ 40 ] |
| 2023   | Fluminense | 2 – 1  | Boca Juniors | 2 – 1           | 69 232  | Final única               | [ 41 ] |

### Arbitragem

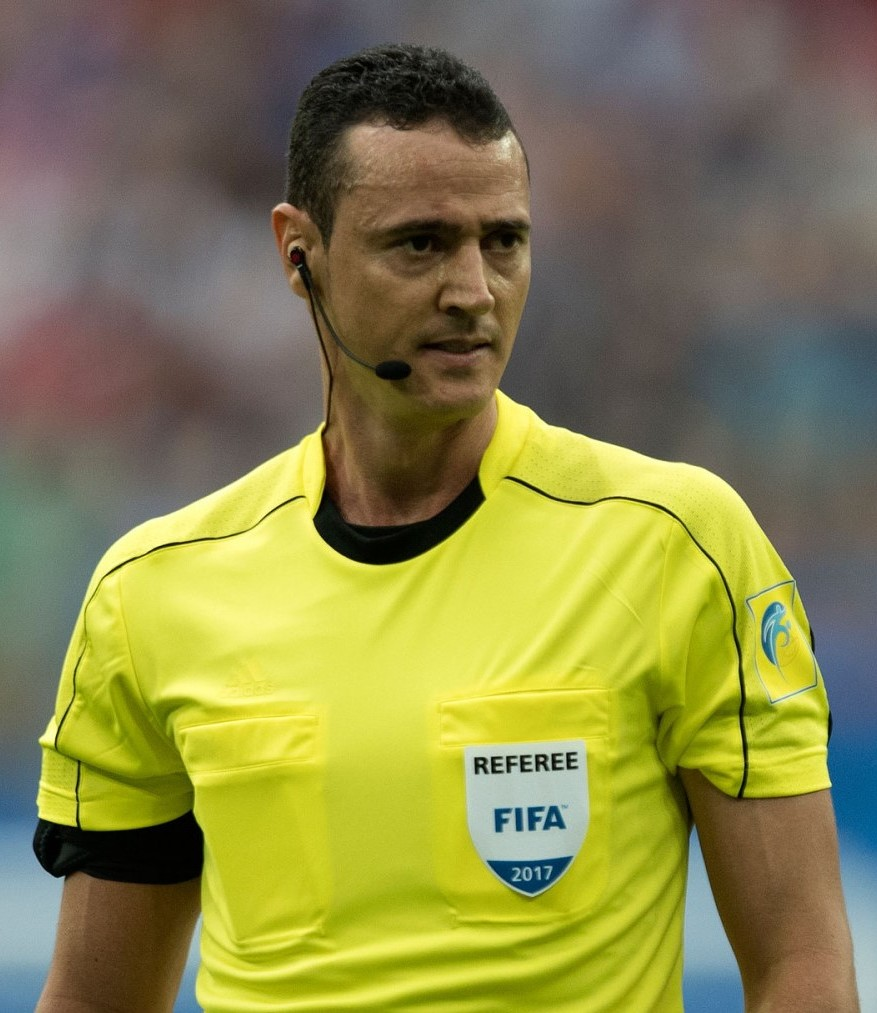
Wilmar Roldán, o árbitro designado para a final da Copa Libertadores de 2023.

Em 25 de outubro, a CONMEBOL anunciou a equipe de arbitragem designada para a Final. O colombiano Wilmar Roldán, então com 43 anos, foi o árbitro escolhido para a partida. Integrante do quadro de árbitros da FIFA desde 2008, Roldán participou de duas Copas do Mundo (2014 e 2018) e foi escolhido para sua terceira final de Libertadores (apitou o segundo jogo das finais de 2012 e 2013).
O colombiano foi auxiliado pelos compatriotas Alexander Guzman e Dionísio Ruiz como bandeirinhas, Andres Rojas como 4º árbitro e pelo chileno Juan Lara como árbitro de vídeo.

### Transmissão
No Brasil, a grande final foi transmitida na TV aberta pela Globo, que retomou os direitos de transmissão após as três finais anteriores terem sido transmitidas pelo SBT. A equipe designada para cobrir a partida foi composta pelo narrador Luis Roberto, com comentários dos ex-jogadores Júnior, Roger Flores e Diego Ribas, além da jornalista Ana Thaís Matos.
Na TV por assinatura, a decisão foi transmitida pela ESPN e pelo serviço de streaming Star+, com narração de Paulo Andrade e comentários do ex-jogador Zinho e do jornalista Paulo Calçade.

### Uniformes
Por decisão da CONMEBOL, Boca Juniors e Fluminense foram a campo com seus uniformes tradicionais.
O Boca Juniors jogou de camisa, calção e meião azuis, e seu goleiro jogou com uniforme laranja; o Fluminense jogou de camisa tricolor, com calção e meião brancos, e seu goleiro jogou com uniforme cinza. Toda a equipe de arbitragem designada para a Final usou camisa rosa, com calção e meiões pretos.

### CONMEBOL Libertadores Fan Zone 2023
Localizada no posto 2 da Praia de Copacabana, a Fan Zone da Libertadores de 2023 iniciou suas atividades no dia 30 de outubro e permaneceu aberta ao público até o dia 3 de novembro (véspera da decisão). Com entrada livre e gratuita, a Fan Zone promoveu aos visitantes a experiência de vivenciar a prévia da final através do Museu da Glória Eterna, da exposição do troféu mais cobiçado do continente e de outros mecanismos referentes à competição.

### Cerimônia de Abertura da Final
No dia 31 de outubro, a CONMEBOL confirmou as atrações que representarão Boca Juniors e Fluminense durante a cerimônia de abertura da grande decisão. O grupo Yerba Brava conduziu o ritmo dos argentinos no Maracanã, embalando a torcida xeneize com a famosa música La cumbia de los trapos. Pelo lado tricolor, o cantor Ferrugem foi o artista encarregado por contagiar a torcida do Time de Guerreiros.

### Público

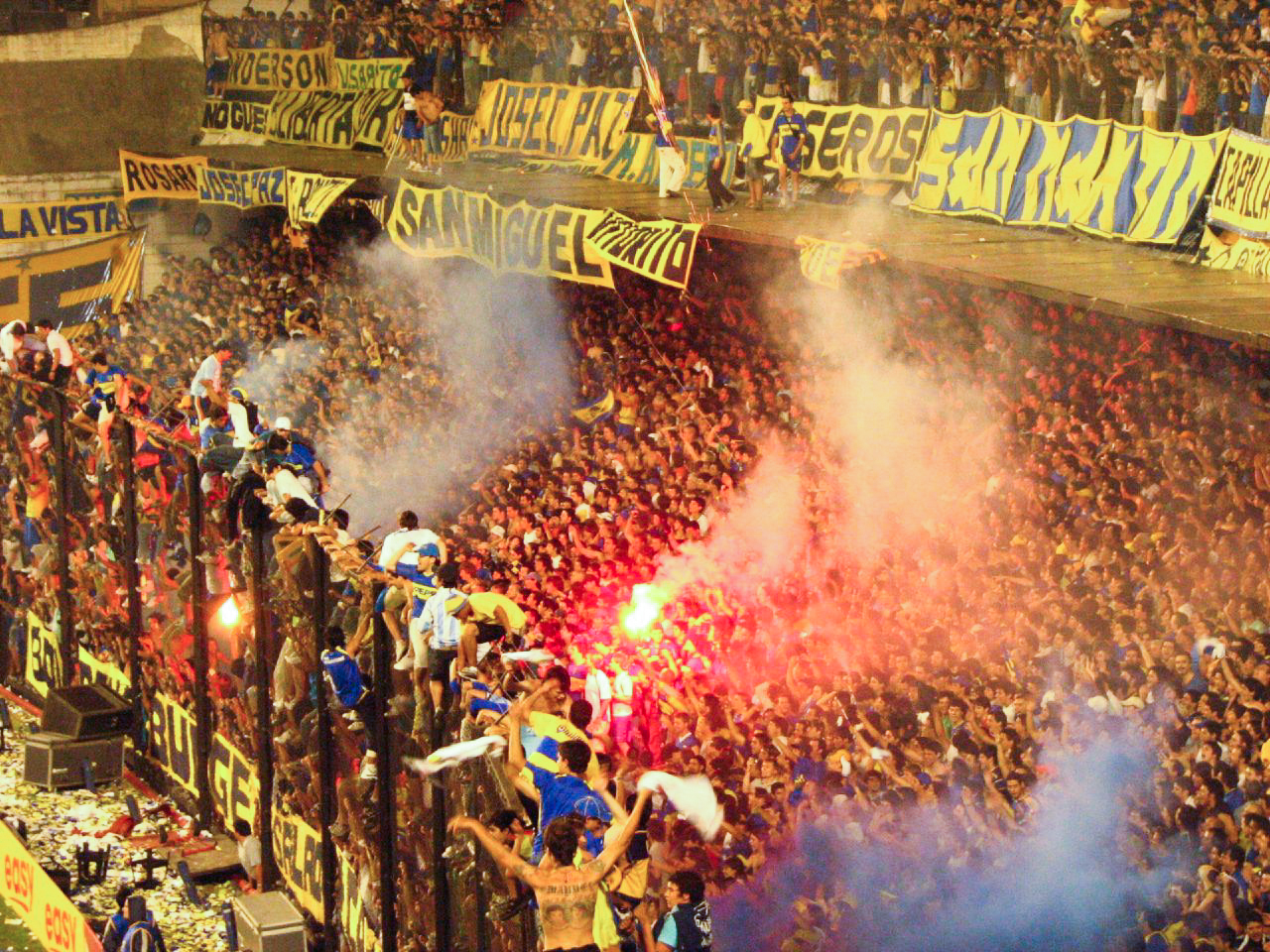
Torcida do Boca Juniors.

A torcida do Boca Juniors se mobilizou para levar uma verdadeira multidão para o Rio de Janeiro, o que fez a imprensa argentina estimar que cerca de 100 000 torcedores estariam presentes na Cidade Maravilhosa para apoiar a equipe. Tendo conhecimento da grande quantidade de torcedores do Boca que deveriam chegar na cidade por conta da final do dia 4 de novembro, a prefeitura do Rio liberou tanto o Sambódramo da Marquês de Sapucaí como o Terreirão do Samba para abrigar a torcida xeneize. Porém, nesses locais a torcida do Boca não pôde acompanhar a grande final, uma vez que não houve telão. Liderados pela La 12, os argentinos haviam preparado um bandeirão para o jogo decisivo, mas que acabou não sendo utilizado.

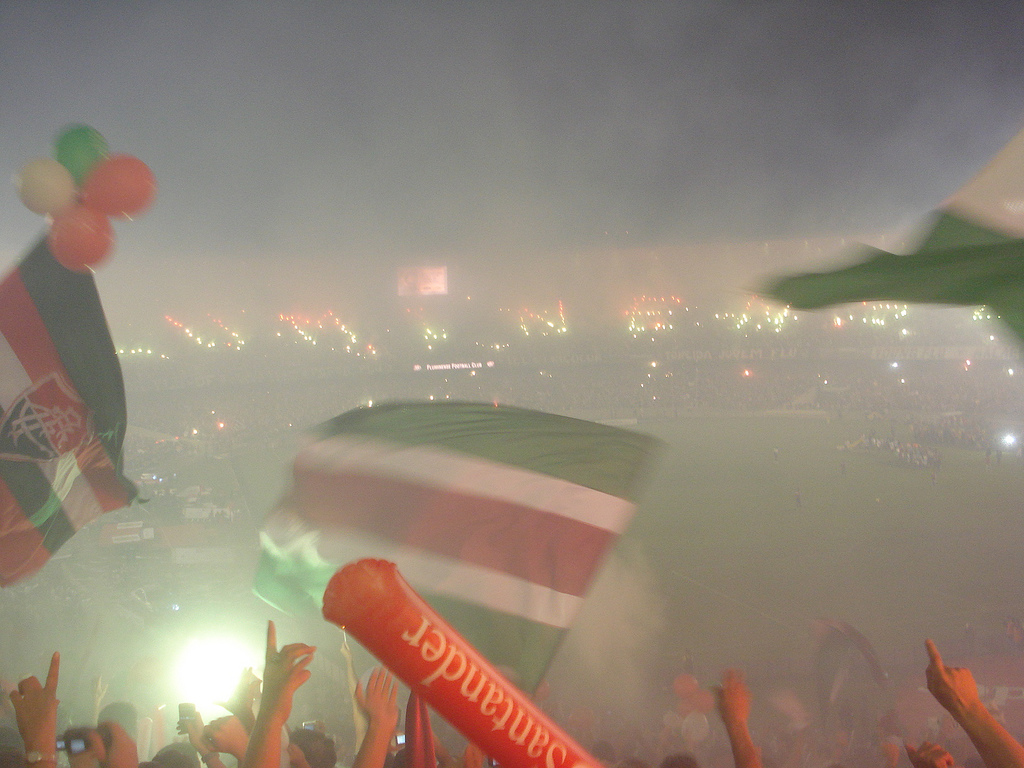
Torcida do Fluminense.

Após a classificação para a final, as torcidas do Fluminense deram início a uma arrecadação ousada para a realização da festa tricolor no Maracanã. A meta de R$ 208 000 envolveu a confecção de 20 000 bandeirolas, a aquisição de faixas verticais de TNT, a elaboração de uma bandeira 3D e a obtenção de 1 tonelada de pó-de-arroz. Em poucos dias, a meta foi alcançada e os organizadores constataram um valor ainda maior na conta: R$ 230 000. Dentre os doadores, estavam os parentes dos jogadores, ex-atletas do Fluminense, torcedores comuns do clube e torcedores famosos, como o apresentador e jornalista Pedro Bial, a cantora Marvvila e o humorista Rafael Portugal. Na véspera da decisão, foi divulgada a informação de que a CONMEBOL vetou não apenas a bandeira 3D, mas também o pó-de-arroz. Por conta da grande quantidade de torcedores tricolores sem ingresso para a decisão no Maracanã, o Fluminense e o prefeito Eduardo Paes haviam iniciado uma negociação que tratava da inserção de um telão na Cinelândia, no centro da cidade. A ideia inicial do clube era colocar o telão na sede histórica, em Laranjeiras. Entretanto, a CONMEBOL vetou essa possibilidade. No dia 30 de outubro, a prefeitura do Rio confirmou que a torcida do Fluminense poderia assistir a partida decisiva através do telão na Cinelândia.
No Maracanã, a torcida do Boca Juniors ficou no setor Norte, enquanto a torcida do Fluminense ficou no setor Sul. Os setores Leste e Oeste eram mistos e tiveram presença de torcedores de outros clubes.

## Partida
Jogando com seus uniformes tradicionais, Boca Juniors e Fluminense fizeram a 16ª final da Copa Libertadores da América entre um clube brasileiro e um clube argentino e contaram com a presença de 69.233 pessoas no Maracanã, sendo esse o maior público já registrado em uma final única da Copa Libertadores da América.

### Primeiro tempo
O início da decisão foi marcado pelas tentativas do Fluminense em controlar a posse de bola, enquanto que o time do Boca Juniors esperava pelo erro tricolor para chegar ao gol de Fábio. Aos 36 minutos de jogo, após uma tabela entre Keno e Jhon Arias próxima à linha lateral, o camisa 11 tricolor rolou a bola para Germán Cano que, dentro da grande área, chutou de primeira e abriu o placar para o tricolor carioca. O primeiro tempo terminou aos 47 minutos com o placar de 1 a 0 para o Fluminense.

### Segundo tempo
Já no segundo tempo, a partida mudou de configuração. O Boca Juniors foi mais incisivo e buscou impor seu ritmo de jogo para empatar a decisão e o Fluminense adotou uma postura mais cautelosa e reativa, obtendo uma menor posse de bola em relação à primeira etapa. Após várias tentativas da equipe argentina, Luis Advíncula finalizou na entrada da grande área e empatou a partida aos 27 minutos. Com o gol da equipe Azul y Oro, o Fluminense buscou se reorganizar na partida e voltou a impor seu ritmo. Aos 48 minutos do segundo tempo, o lateral Diogo Barbosa ainda teve a chance de desempatar a decisão, mas acabou finalizando para fora. Terminava assim o tempo regulamentar da grande final.

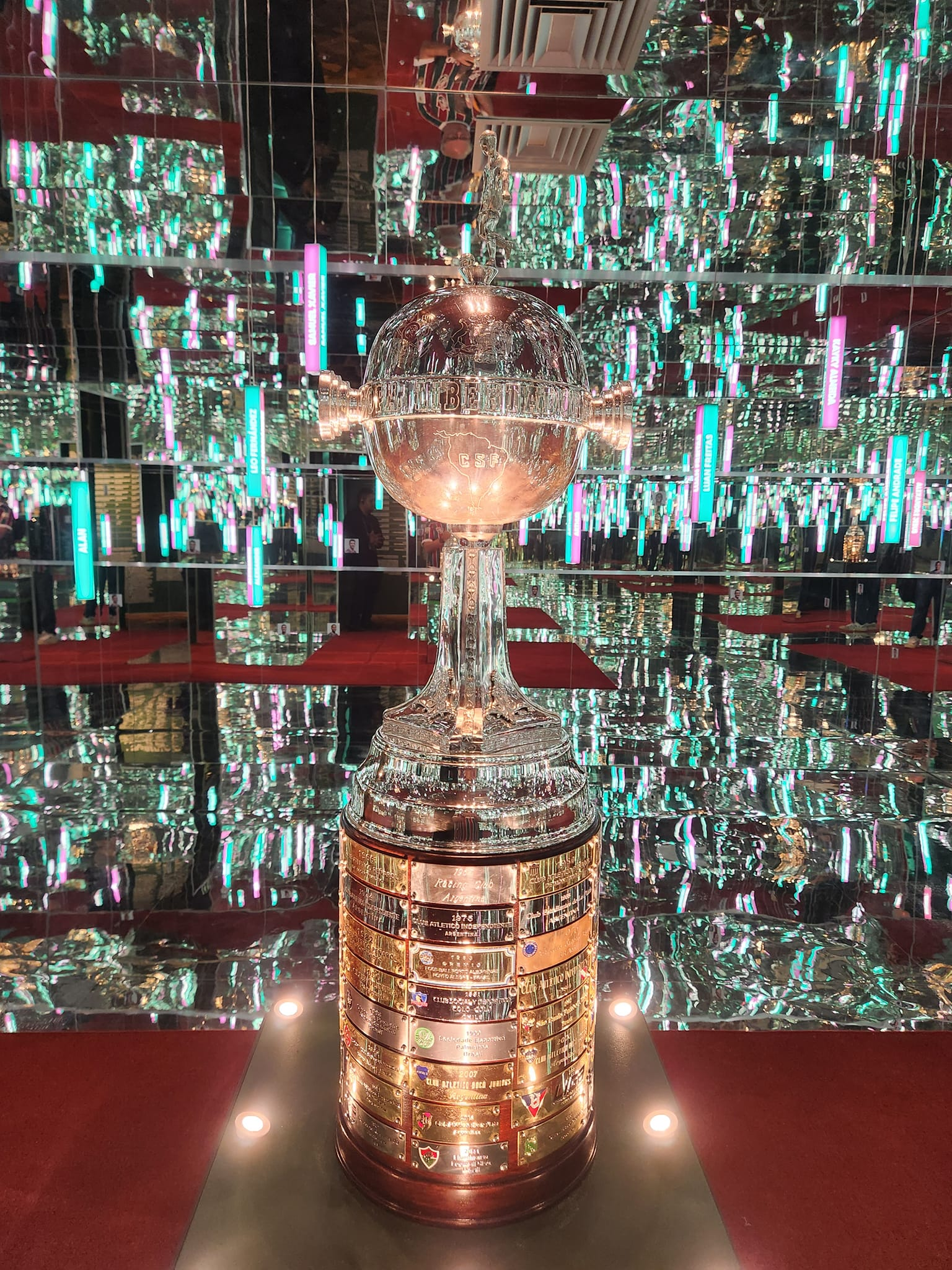
Troféu da Copa Libertadores de 2023 conquistado pelo Fluminense.

### Primeiro tempo da prorrogação
No primeiro tempo da prorrogação, o Fluminense passou a arriscar mais a fim de evitar a disputa de pênaltis, que para o Boca Juniors seria o cenário ideal. Aos 8 minutos da prorrogação, Keno recebeu de Diogo Barbosa um passe pelo alto e ajeitou para John Kennedy, que finalizou forte para estufar as redes do gol de Sérgio Romero. O Fluminense estava mais uma vez vencendo a partida. Após comemorar com a torcida, Kennedy, o herói do título, recebeu o segundo cartão amarelo e foi expulso de campo. Antes do término dos primeiros 15 minutos da prorrogação, Frank Fabra também foi expulso (por ter desferido um tapa no rosto do zagueiro Nino) e a partida passou a ter 10 jogadores de cada equipe.

### Segundo tempo da prorrogação
No segundo tempo da prorrogação, o Boca partiu para o tudo ou nada e, com o passar do tempo, adotou uma postura mais agressiva no campo de ataque. A equipe argentina contou com finalizações de Darío Benedetto e com inúmeras bolas alçadas na área para buscar o gol que levaria a partida para a decisão por pênaltis. Por um erro no campo de ataque, o Boca quase levou o terceiro gol, mas Guga carimbou a trave direita do gol argentino, aos 9 minutos da segunda etapa. Já nos acréscimos, Vicente Taborda, no desespero, lançou a bola para dentro da área tricolor, mas Fábio tirou de soco e Lima chutou a bola para longe. Foi o último lance da partida. A última tentativa Xeneize. Após Lima afastar o perigo, Roldán foi buscar a bola na linha lateral e decretou o fim da decisão. O Fluminense, pela primeira vez na história, conquistava a Copa Libertadores da América ao vencer o Boca Juniors por 2 a 1.
| 4 de novembro | Boca Juniors  | 1 – 2 (pro) | Fluminense                  | Estádio do Maracanã, Rio de Janeiro                                       |
| 17:00 (UTC−3) | Advíncula 71' | Relatório   | Cano 35' · John Kennedy 99' | Público: 69 232 Renda: R$ 31.702.250,00 Árbitro: COL Wilmar Roldán (FIFA) |

| 0 | Boca Juniors | Fluminense | 0 |

| G             | 1  | Sergio Romero      |        |      |
| LD            | 17 | Luis Advíncula     |        |      |
| Z             | 4  | Nicolás Figal      | 68'    | 113' |
| Z             | 15 | Nicolás Valentini  |        |      |
| LE            | 18 | Frank Fabra        | 105+7' |      |
| V             | 8  | Pol Fernández      |        |      |
| V             | 21 | Ezequiel Fernández |        | 106' |
| M             | 36 | Cristian Medina    |        | 106' |
| M             | 19 | Valentín Barco     |        | 78'  |
| A             | 16 | Miguel Merentiel   |        | 91'  |
| A             | 10 | Edinson Cavani     | 64'    | 78'  |
| Substitutos:  |    |                    |        |      |
| G             | 13 | Javier García      |        |      |
| LD            | 57 | Marcelo Weigandt   |        |      |
| Z             | 2  | Facundo Roncaglia  |        |      |
| Z             | 25 | Bruno Valdez       |        | 113' |
| LE            | 3  | Marcelo Saracchi   | 120'   | 106' |
| V             | 23 | Diego González     |        |      |
| V             | 49 | Jorman Campuzano   |        |      |
| M             | 20 | Juan Ramírez       |        |      |
| M             | 39 | Vicente Taborda    |        | 106' |
| A             | 9  | Darío Benedetto    |        | 78'  |
| A             | 11 | Lucas Janson       |        | 91'  |
| A             | 41 | Luca Langoni       | 94'    | 78'  |
| Técnico:      |    |                    |        |      |
| Jorge Almirón |    |                    |        |      |

| G              | 1  | Fábio         |           |      |
| LD             | 2  | Samuel Xavier |           | 85'  |
| Z              | 33 | Nino          | 105+7'    |      |
| Z              | 30 | Felipe Melo   |           | 52'  |
| LE             | 12 | Marcelo       |           | 80'  |
| V              | 7  | André         |           |      |
| V              | 8  | Martinelli    |           | 80'  |
| M              | 10 | Ganso         |           | 80'  |
| A              | 21 | Jhon Arias    |           |      |
| A              | 11 | Keno          | 67'       | 103' |
| A              | 14 | Germán Cano   | 120'      |      |
| Substitutos:   |    |               |           |      |
| G              | 22 | Pedro Rangel  |           |      |
| LD             | 23 | Guga          |           | 85'  |
| Z              | 4  | Marlon        |           | 52'  |
| Z              | 44 | David Braz    |           | 103' |
| LE             | 40 | Diogo Barbosa |           | 80'  |
| V              | 5  | Alexsander    |           |      |
| V              | 29 | Thiago Santos |           |      |
| M              | 19 | Leo Fernández |           |      |
| M              | 20 | Daniel        |           |      |
| M              | 45 | Lima          |           | 80'  |
| A              | 9  | John Kennedy  | 89', 101' | 80'  |
| A              | 38 | Yony González |           |      |
| Técnico:       |    |               |           |      |
| Fernando Diniz |    |               |           |      |

| Regulamento - 90 minutos. - 30 minutos de prorrogação caso haja empate no tempo normal. - Persistindo o empate, o vencedor será decidido nas penalidades máximas. - Doze jogadores substitutos. - Máximo de cinco substituições, com uma sexta sendo permitida em caso de prorrogação. |

## Manifestações de apoio antes da grande decisão
Um torcedor fanático do Boca, chamado Leandro Fortunato, se deslocou a pé de Santa Fé (cidade onde reside) rumo ao Rio de Janeiro para acompanhar a partida decisiva.
Jovem torcedor do Fluminense, o estudante Lucas começou sua viagem de bicicleta partindo de Campos dos Goytacazes, município na região Norte Fluminense, em direção ao Maracanã. Ao todo, o tricolor viajou 357 quilômetros para apoiar o Fluminense na grande decisão.
O italiano Carlo Ancelotti torceu para o Fluminense na grande decisão e afirmou inclusive que iria vestir a camisa do tricolor carioca no dia 4 de novembro. Ancelotti ressaltou seu apoio ao jogador Marcelo e, segundo o técnico, todos no Real Madrid estavam torcendo para que o Marcelo e sua equipe conquistassem a Copa Libertadores da América.
Fã do Riquelme, o belga Eden Hazard afirmou que estava torcendo para o Boca Juniors ser campeão no Maracanã.
Eleito pela torcida tricolor como o maior técnico da história do Fluminense, Carlos Alberto Parreira reforçou sua vontade de ver o Flu campeão da Copa Libertadores da América e elogiou o técnico Fernando Diniz durante uma entrevista realizada pelo Globo Esporte.
Nas redes sociais, o ídolo tricolor Roberto Rivellino postou uma foto com a camisa do Fluminense e reforçou sua torcida para que o Fluminense seja o vitorioso do confronto decisivo.
Em uma entrevista descontraída, o ex-craque Romário se mostrou confiante na conquista do Fluminense, afirmando que a equipe tricolor merecia ser campeã do torneio continental no Maracanã.
Pentacampeão da Copa Libertadores pelo Independiente de Avellaneda, Ricardo Bochini confirmou ao jornal esportivo Diário Olé que iria torcer para o Fluminense na decisão, afirmando que, taticamente, a equipe tricolor estava mais preparada para a final.
Durante uma entrevista, Luiz Felipe Scolari declarou estar na torcida pelo Fluminense.
Único jogador a marcar 3 gols em uma decisão de Copa Libertadores da América, Thiago Neves esteve como torcedor no Maracanã para acompanhar o Fluminense na final. Além dele, Washington, o Coração Valente, também esteve na arquibancada do estádio para torcer pelo tricolor.
Uma faixa de apoio ao Fluminense foi estendida pela torcida do Paris Saint-Germain em jogo válido pela Ligue 1, contra o Montpellier.
Um torcedor do Independiente Medellín viajou até o Rio de Janeiro para torcer pelo Fluminense na grande final. Fã de Germán Cano, o colombiano Maicol Llano sonha em conhecer o atacante, que é considerado ídolo por muitos torcedores do Independiente.

## Polêmicas
Nas mídias sociais, o movimento denominado Sobranada publicou um aviso direcionado aos torcedores do Boca Juniors em caso de ocorrência de crime de racismo por parte dos xeneizes. O fato foi classificado como uma ameaça pela imprensa argentina.
No dia 30 de outubro, membros de torcidas organizadas do Fluminense agrediram simpatizantes do Boca Juniors que estavam na Praia de Copacabana. Além das agressões, os argentinos relataram às autoridades policiais que seus pertences haviam sido roubados. No dia 2 de novembro, ocorreram novos confrontos entre torcedores de Fluminense e Boca Juniors em Copacabana.
Manco Aravena, que é um dos líderes da La 12, condenou os ataques feitos por grupos da torcida do Fluminense e declarou que as brigas não devem envolver torcedores comuns do Boca. Aravena afirmou que, se os grupos de torcedores do Fluminense desejarem novos confrontos, devem brigar exclusivamente com os comandados por ele, Rafael Di Zeo e Mauro Martín (que são as outras duas lideranças da barra brava do Boca Juniors).
A poucos dias da grande decisão, o Fluminense precisou agir nos bastidores para impedir que a equipe de gandulas designada para a partida fosse a mesma que atua com bastante frequência nos jogos do Flamengo, o maior rival do tricolor.
Na véspera da decisão, a CONMEBOL convocou uma reunião com representantes das duas equipes, da Associação de Futebol Argentino e da Confederação Brasileira de Futebol a fim de abordar as questões de segurança dos torcedores para a grande decisão.
Logo após o Fluminense vencer o Boca Juniors, o Ministério Público de Buenos Aires proibiu o uso de uniformes do tricolor carioca na capital argentina.